# Ann-Charlotte Nordahl
Ann-Charlotte Nordahl, född 24 september 1940 i Ekenäs, död 26 februari 1998 i Ludvika, var en finländsk-svensk teckningslärare och konsthantverkare. Hon var syster till Marie Louise Telegin.
Nordahl, som var dotter till ingenjör Alexej Telegin och reklamtecknare Marianne Petersson-Trygg, avlade teckningslärarexamen vid Konstfackskolan 1964 och studerade vid Gerlesborgsskolan. Hon var teckningslärare i Hällefors 1964–1965, i Nora från 1964 samt kursledare i batik, teckning och växtfärgning. Hon startade egen hantverksbod i Nora 1987. Hon var styrelseledamot i Bergsams (Bergslagskommuner i samverkan) kvinnogrupp, arbetade med att aktivera människor i glesbygd med slöjd och hantverk och startade slöjdföreningar i Nora och Lindesberg. Hon höll separatutställningar i Kopparberg, Lindesberg, Nora, Paris och Hallsberg samt illustrerade böcker och vykort.